# 黑體羽鰓笛鯛
黑體羽鰓笛鯛（学名：Macolor niger），又稱黑背笛鯛、黑羽鳃笛鲷，为笛鲷科羽鳃笛鲷属的鱼类，俗名黑背笛鲷、黑笛鲷。分布于印度洋非洲东岸至太平洋萨摩亚群岛、北至台湾海域以及西沙群岛、南沙群岛等，常生活于珊瑚礁浅水区。该物种的模式产地在红海。
其种加词“niger”意为“黑色的”。

## 特徵
本魚體高而側扁；呈長橢圓形。口中大；上下頜具細小齒帶，外列齒擴大，前端具4至6犬齒；鋤骨具齒。前鰓蓋下緣具一深缺刻。體被中小型櫛鱗，背鰭與臀鰭基底上多少被鱗；側線完全，鱗列數49至58枚。幼魚背部黑褐色，有數個白斑，頭部白色，前端有一寬橫帶，體下部白色，白胸鰭腋部至尾部中間有一黑色縱帶；各鰭大部分黑色。成魚則完全為黑褐色，各鰭色深，頭部滿佈縱條紋。背鰭硬棘10枚，軟條13至14枚；臀鰭硬棘3枚，軟條11枚；幼魚時，腹鰭就已寬而短；尾鰭叉形。體長可達75公分。

## 生態
喜單獨或一小群棲息於礁盤外緣或礁體斜坡上，伺機捕食獵物。主要以魚類及甲殼類為主食。

## 經濟利用
為高經濟價值之食用魚，適合各種烹調方式食用，味美。